# Holocaust Memorial Center
Le Holocaust Memorial Center (ou musée de l'Holocauste du Michigan), est une institution américaine, située à Farmington Hills) proche de la ville Détroit dans l'État du Michigan.
Le musée est fondé en avril 1984.
L'objectif pédagogique de cet établissement est l'enseignement sur le Troisième Reich, la Shoah et les mouvements de résistance pendant la Seconde Guerre mondiale.

Plus de 2,5 millions de personnes ont visité le musée depuis sa création. 1,6 million d'entre eux sont des étudiants. 
La bibliothèque et les archives du centre comprennent plus de 15 000 livres et documents en différentes langues (anglais, allemand, hébreu, yiddish...), 1000 vidéos, de nombreux documents et des microfilms en faisant l'une des plus importantes sur ces sujets aux États-Unis.
L'établissement s'est élargi sur un nouveau site avec deux nouveaux musées aux thématiques proches :

## Un Musée du patrimoine juif européen
Le Musée du patrimoine juif européen offre aux visiteurs une vue d'ensemble sur la vie juive en Europe avant l'Holocauste.
En entrant dans le musée, les visiteurs sont confrontés à une carte détaillant les apports de chaque communautés juives importantes, organisée par pays et par période historique. 
Pour donner aux visiteurs une compréhension encore plus grande de la vie juive au cours des XVIIIe et XIXe siècles, le musée met en avant une réplique d'un village juif (shtetl), située autour d'une place du village et comprenant une maison typique, la synagogue, commerces, école et les écuries.

## et un Institut international des Justes
L'Institut international des Justes offre aux visiteurs un regard sur les Justes parmi les nations. Ces personnes qui ont mis leur vie en danger pour sauver des Juifs.
Les expositions comprennent des portraits et biographies avec des histoires qui mettent en avant les actes altruistes de la part de ces personnes.